# Canisvliet binnenpolder
De Canisvliet binnenpolder is een polder ten zuidoosten van Westdorpe in de Nederlandse provincie Zeeland. De polder behoort tot de Canisvliet- en Moerspuipolders.
Toestemming tot bedijking van de Canisvliet werd verleend in 1650 door de Staten-Generaal aan Caspar de Mauregnault, die commandeur was van de vesting Sas van Gent. In 1653 brak bij het Fort Sint-Marcus een dijk, en het octrooi werd gewijzigd. Er ontstond weer een conflict met de Staten van Zeeland.
De polder werd in het zuiden nog begrensd door de Geul van Sint-Marcus, en dit gaf moeilijkheden. In 1700 overstroomde de polder, en pas in 1787 werd de herdijking doorgevoerd en ontstond een polder van 1.187 ha.
In het noordwesten wordt de polder begrensd door de Molenkreek, Westdorpe en de Graaf Jansdijk, en aan de oostpunt ligt de buurtschap De Ratte, met het Fort Sint-Jan. In het zuidwesten valt de poldergrens samen met de Belgisch-Nederlandse grens.